# 古石場川
古石場川（ふるいしばがわ）は、東京都江東区を流れる河川。

## 概要
大横川と平久川をつなぐ木材屋用の掘割・運河であった。現在その機能は新木場に移転している。古石場川親水公園が整備されている。

## 橋梁
- 古石場橋
- ちどり橋（2016年撤去）
- 雀橋
- 関口橋
- 小津橋
- 琴平橋
- 新開橋（1993年頃撤去）